# Gémozac
Gémozac är en kommun i västra Frankrike, belägen i departementet Charente-Maritime i regionen Nouvelle-Aquitaine.

## Läge
Gémozac ligger 92 km sydöst om La Rochelle, som är huvudstad i Charente-Maritime och 90 km norr om Bordeaux, den stora staden i sydvästra Frankrike. Byn ligger också 60 km sydväst om Rochefort, 30 km öster om Royan och 22 km söder om Saintes, de tre andra huvudorterna i Charente-Maritime. Gémozac ligger 10 km väster om Pons.
Byn ligger söder om den gamla provinsen av Saintonge.

## Näringsliv

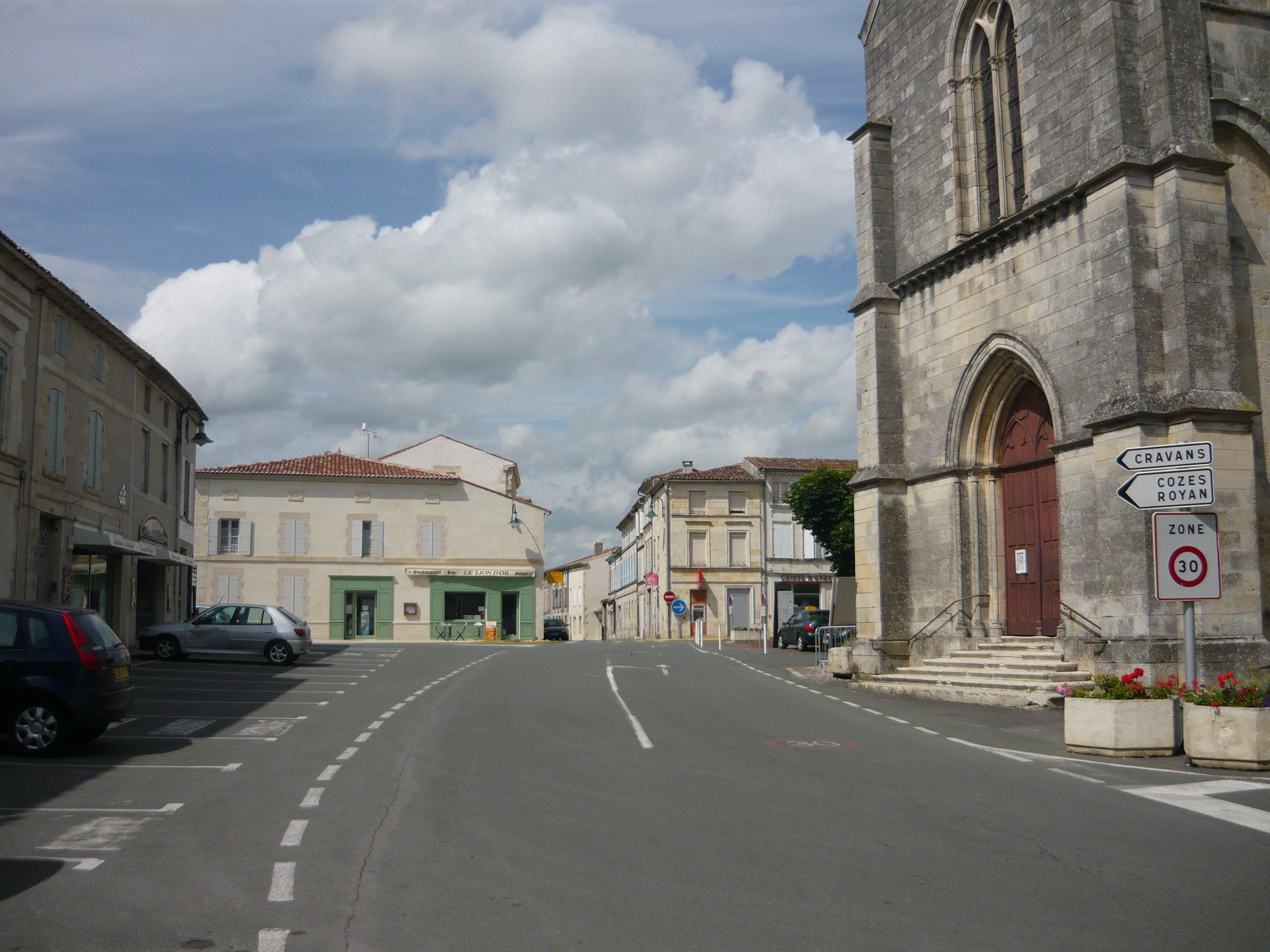
Gémozac stadskärnan

Byn är framför allt känd som livsmedelsindustriscentrum i Charente-Maritime med spritfabriker (konjak) och stora silor.
Gémozac är en handelsplats med köpcentrum och en historisk ort.

## Befolkning
Gémozac är en by med ungefär 2 600 invånare. År 1946 hade orten omkring 2 100 invånare och ungefär 2 400 år 1975.
Dess invånare kallas på franska Gémozacaises (f) och Gémozacais (m).

## Befolkningsutveckling
Antalet invånare i kommunen Gémozac
| Referens: INSEE |

## Bilder på Gémozac

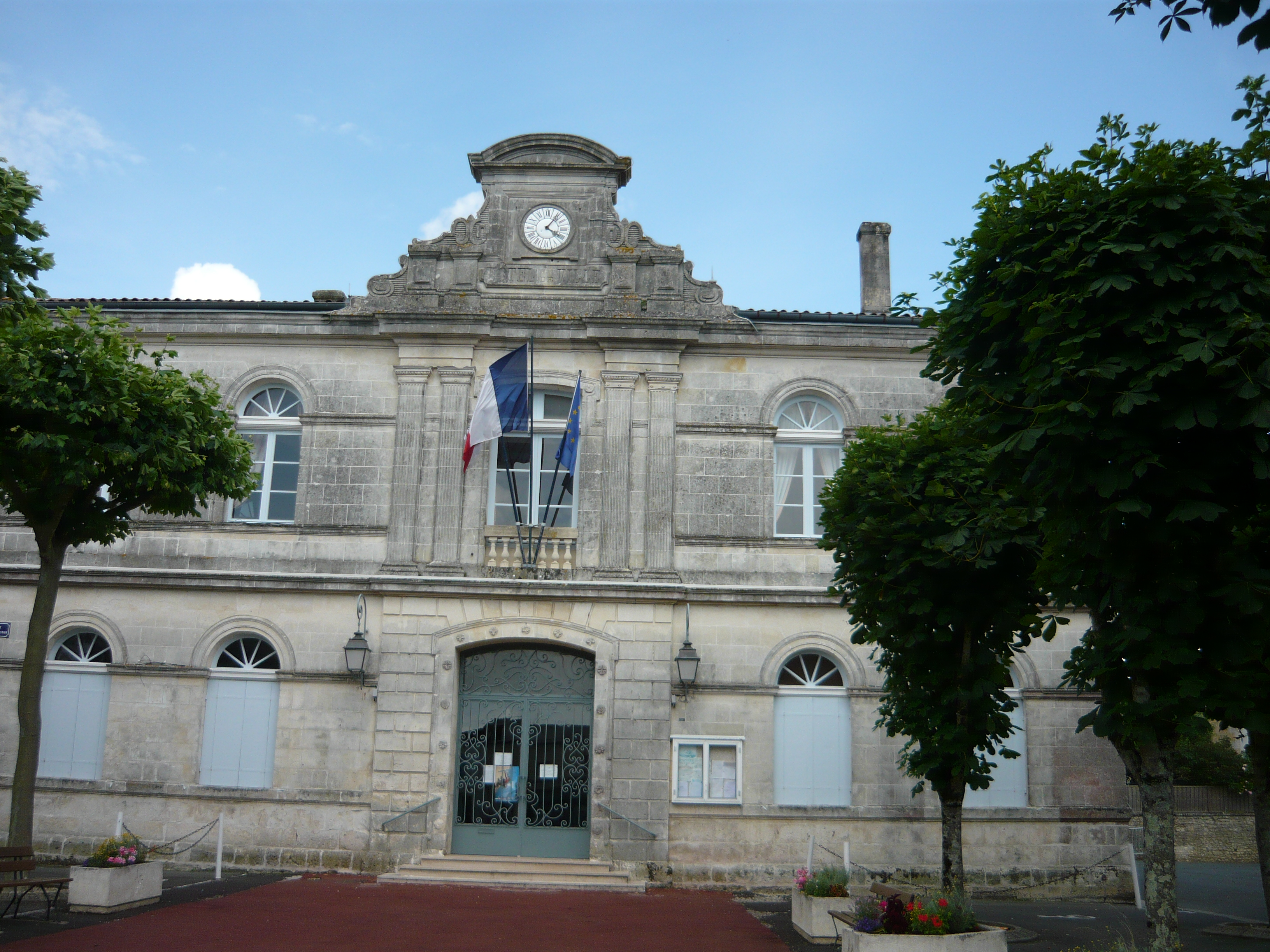
Gémozac stadshus.
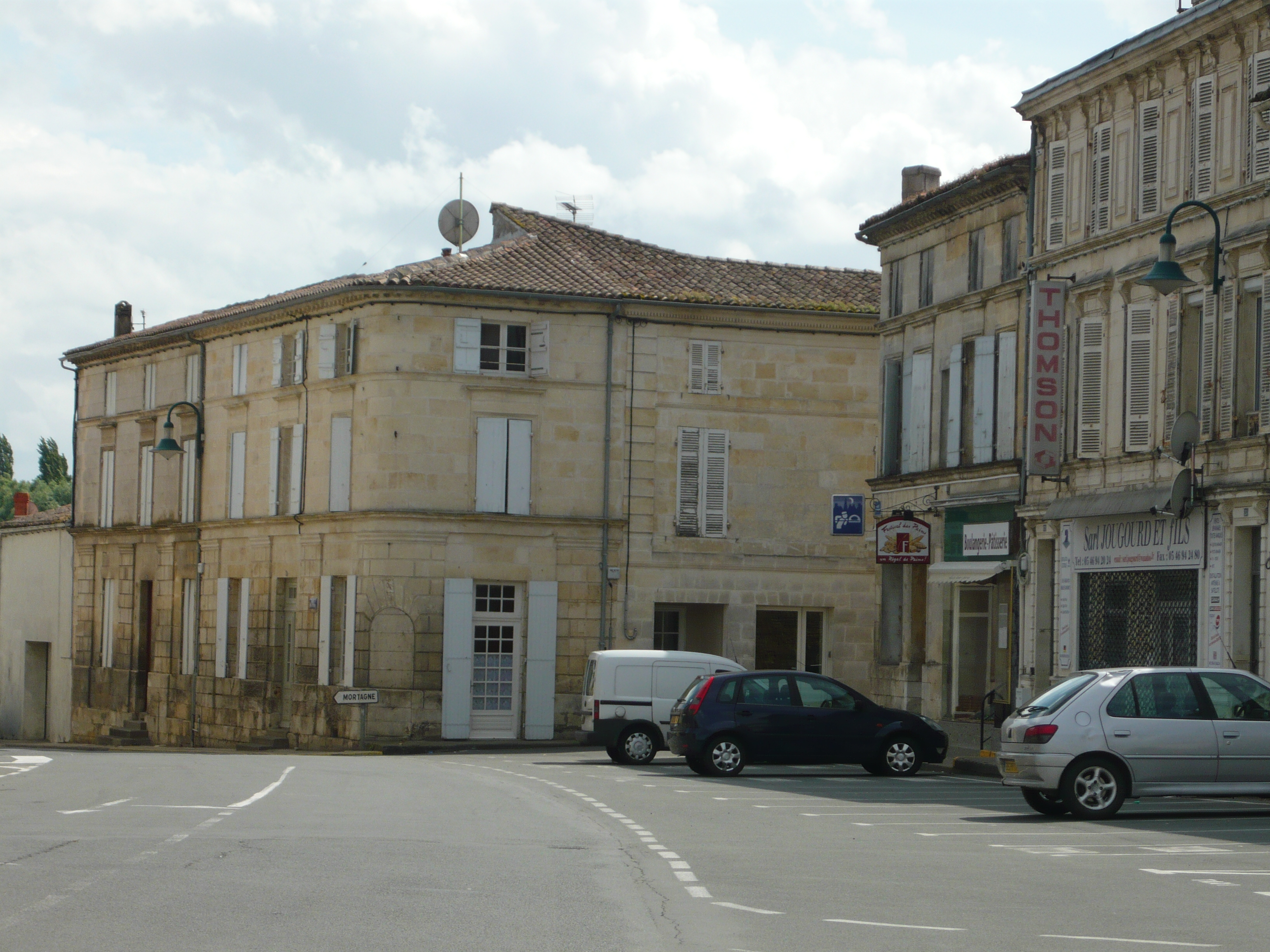
Gémozac torget.
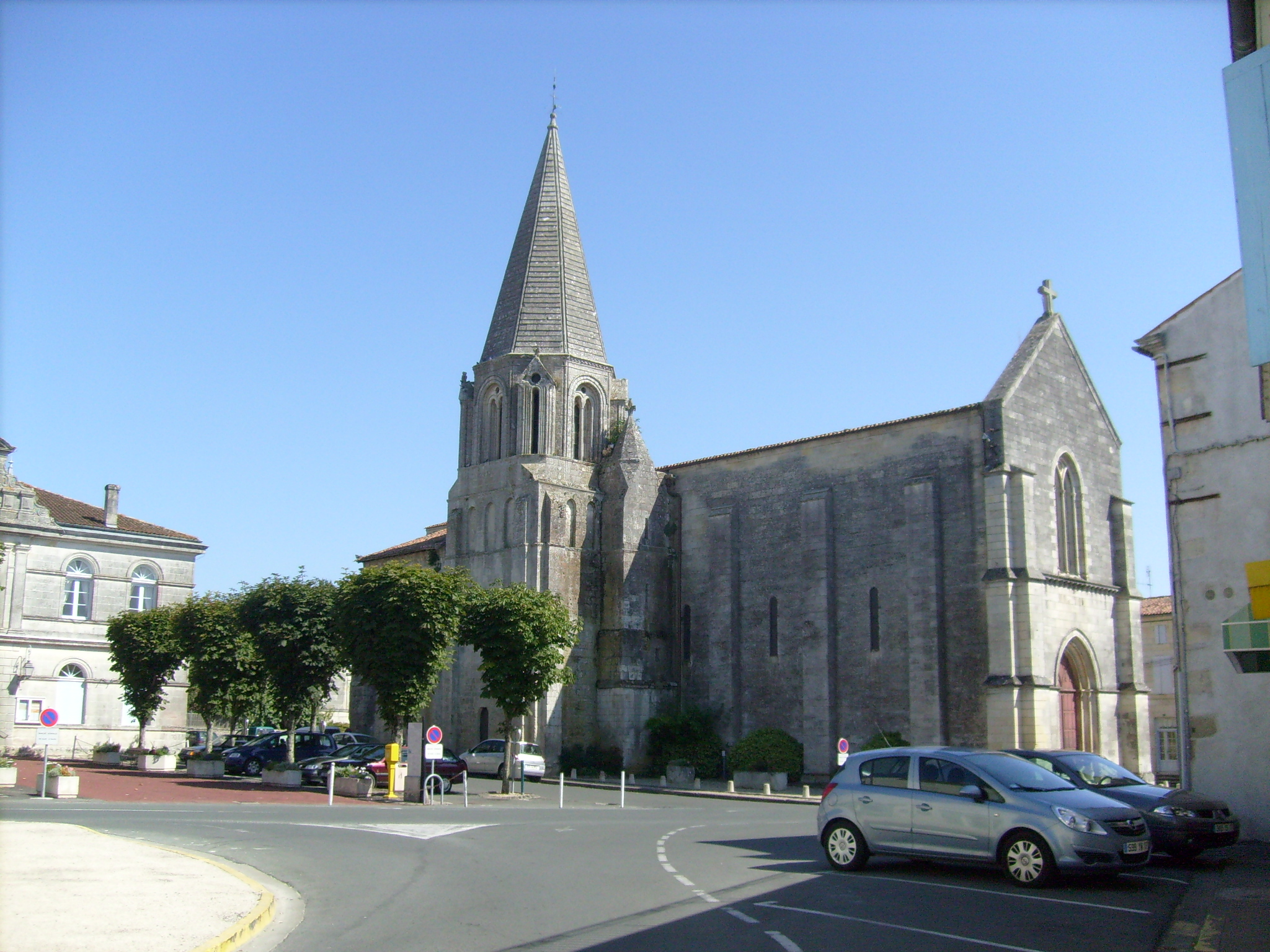
Den gamla kyrka från medeltiden.
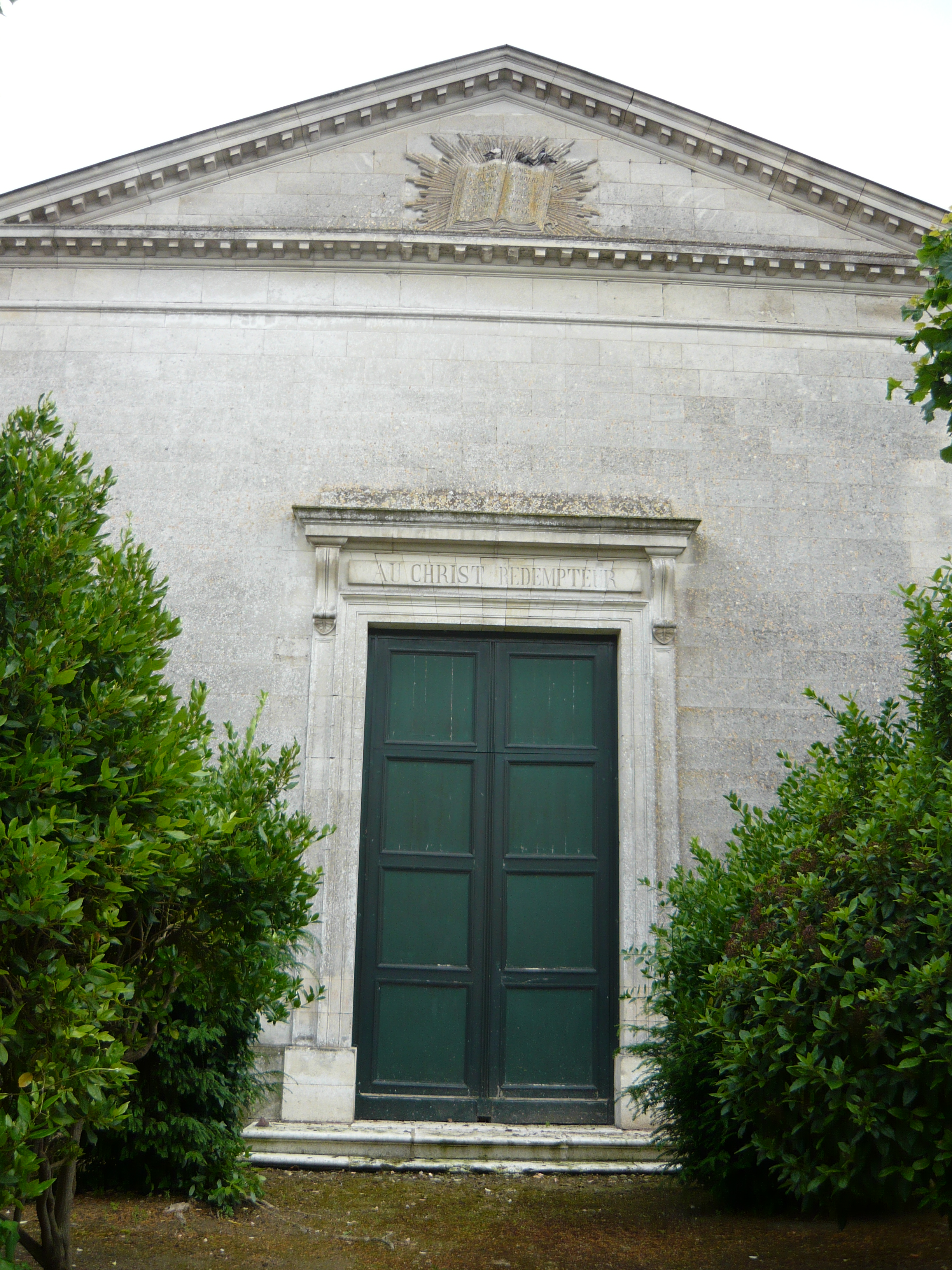
Den protestanta tempel.